# Страж на Нежарки
Страж на Нежарки (чеш. Stráž nad Nežárkou) град је у Чешкој Републици. Град се налази у управној јединици Јужночешки крај, у оквиру којег припада округу Јиндрихув Храдец.

## Становништво
Према подацима о броју становника из 2014. године град је имао 856 становника.